# جوني بيري (رياضي)
جوني بيري (بالإنجليزية: Johnny Perry)‏ (و. 1972 – 2002 م) هو رياضي أمريكي، ولد في كارولاينا الشمالية، توفي في كارولاينا الشمالية، عن عمر يناهز 30 عاماً.